# Марольтероде
Марольтероде (нем. Marolterode) — община в Германии, в земле Тюрингия. 
Входит в состав района Унструт-Хайних. Подчиняется управлению Шлотайм.  Население составляет 326 человек (на 31 декабря 2010 года). Занимает площадь 9,46 км².